# Gysbert Japicxpriis
Der Gysbert Japicxpriis (Gysbert-Japicx-Preis), nach dem 
friesischen Schriftsteller Gysbert Japicx benannt, ist ein friesischer Literaturpreis, der von der Verwaltung der Provinz Friesland in den Niederlanden verliehen wird. Die Provinzverwaltung befolgt die Empfehlungen eines sachverständigen Ausschusses.
Der Preis besteht aus einer Urkunde und einer Summe von 5.000 Euro. Er wurde 1947 ins Leben gerufen und alle drei Jahre vergeben (bis 1953 jedes Jahr, bis 1983 alle zwei Jahre). Seit 1983 werden turnusmäßig Prosa- und Poesiewerke ausgezeichnet.

## Preisträger
- 1947: Obe Postma: It sil bistean (Es wird bestehen) (Gedichtsammlung)
- 1948: Nyckle Haisma: Simmer (Sommer) (Novelle)
- 1949: Fedde Schurer: Simson, It boek fan 'e psalmen (der Psalter) (biblische Werke)
- 1950: Ype Poortinga: Elbrich (Roman)
- 1951: Sjoerd Spanninga: Spegelskrift (Spiegelschrift) en Núnders (Muscheln) (Gedichtsammlung)
- 1952: Anne Wadman: Kritysk konfoai (kritischer Konvoi) (Essays)
- 1953: Rixt: De gouden rider (die Goldmünze) (Gedichtsammlung)
- 1955: Ulbe van Houten: De hillige histoarje (die heilige Geschichte) (biblische Geschichten), De sûnde fan Haitze Holwerda (die Sünde von Haitze Holwerda) (Roman)
- 1957: Douwe Tamminga: Balladen (Balladen) (Gedichtsammlung)
- 1959: Eeltsje Boates Folkertsma (verweigert): Eachweiding (Aussicht) (Essays)
- 1961: Marten Sikkema: Gesamtwerk
- 1963: Jo Smit: Bisten en boargers (Tiere und Bürger) (Geschichtenbuch)
- 1965: Jan Wybenga: Barakkekamp (Barackenlager) (Gedichtsammlung)
- 1967: Trinus Riemersma: Fabryk (Fabrik) (Roman)
- 1969: nicht verliehen
- 1971: Paulus Akkerman: It roer út hannen (das Heft aus der Hand) (Roman), Foar de lins/Dat sadwaende (zur Erholung/Darum) (Essays)
- 1973: Willem Abma: De âlde en de leave hear: as lead om âld izer, (der alte und der liebe Herr: völlig gleichgültig) Op libben en dea (auf Leben und Tod) en  Mosken en goaden (Spatzen und Götter) (Gedichtbücher)
- 1975: Rink van der Velde: Gesamtwerk
- 1977: Jan Wybenga: Lyts Frysk deadeboek (kleines friesisches Totenbuch) (Gedichtsammlung)
- 1979: Ypk fan der Fear: Gesamtwerk
- 1981: R.R.R. van der Leest: Kunst en fleanwurk (Griffen und Kniffen) (Gedichtsammlung)
- 1983: Sjoerd van der Schaaf: De bijekening (der Bienenkönig) (Roman)
- 1986: Tiny Mulder: Gesamtwerk
- 1989: Anne Wadman: Gesamtwerk
- 1992: Steven de Jong: De Wuttelhaven del (am Wuttelhaven entlang) (Roman)
- 1995: Trinus Riemersma: De reade bwarre (der rote Kater) (Roman)
- 1998: Piter Boersma: It libben sels (das Leben selbst) (Roman)
- 2001: Tsjebbe Hettinga: Fan oer see en fierder (Von Übersee und weiter) (Gedichtsammlung)
- 2003: Willem Tjerkstra: Ridder fan Snits (Ritter aus Sneek) (Roman)
- 2005: Abe de Vries: In waarm wek altyd (immer eine warme Wake) (Poesie)
- 2007: Josse de Haan: Gesamtwerk

## Skandale um den Gysbert Japicxpriis
- 1950 schlug der Beratungsausschuss vor, den Preis auf Ype Poortinga, und Anne Wadman zu verteilen. Die Provinzverwaltung zeichnete jedoch nur Herrn Poortinga aus.
- 1951 erschien Preisträger Jan Dijkstra nicht zur Preisverleihung.
- 1953 führte die Auszeichnung der erotisch geprägten Gedichtsammlung von Rixt zu Protesten.
- 1959 verweigerte Eeltsje Boates Folkertsma den Preis.
- 1961 schied Marten Brouwer wegen Streitereien aus dem Beratungsausschuss aus.
- 1969 trug der Beratungsausschuss die Dichtergemeinschaft 'Operaesje Fers' als Preisträger vor. Die Provinzverwaltung hielt diese Vortragung für satzungswidrig, und beschloss, dieses Jahr auf eine Preisverleihung zu verzichten.
- 1975 erschien der Preisträger Rink van der Velde nicht zur Preisverleihung.
- 1977 kam der Beratungsausschuss nicht zu einer Empfehlung. Darauf zeichnete die Provinzverwaltung Jan Wybenga mit einem Preis aus.
- 2003 kritisierte der Provinzbeigeordnete Bertus Mulder den Beratungsausschuss, da dieser Willem Tjerkstra vorgetragen hatte, während er selbst Durk van der Ploeg für einen würdigeren Preisträger hielt. Trotzdem wurde Herr Tjerkstra Preisträger dieses Jahres.